# Métrodore de Lampsaque (l'Ancien)
Pour les articles homonymes, voir Métrodore.
Métrodore de Lampsaque, dit l'Ancien pour ne pas le confondre avec Métrodore de Lampsaque le Jeune, est un philosophe grec antique.
Contemporain de Socrate, disciple et familier d'Anaxagore et sous son influence en philosophie, il semble avoir adhéré au concept de l'esprit agissant qui créa et organisa le Monde.

## Œuvres
Connu par ses contemporains pour ses interprétations de l'œuvre d'Homère, il fut sans doute un précurseur dans l'étude d'Homère dans une optique philosophique.
Il interprétait l’Iliade et l’Odyssée selon un point de vue naturaliste. Pour lui, les dieux décrits par le poète ne sont que les « principes de la Nature et la disposition d'éléments naturels ». Il se peut aussi que Métrodore ait réactualisé les conceptions de Xénophane sur le Monde.
Ainsi, au témoignage de Philodème, les personnages de la geste homérique étaient en fait des symboles poétiques pour décrire les forces agissant sur la Nature de notre monde. Par exemple, Métrodore pensait pouvoir rattacher le personnage d'Agamemnon à l'éther, celui d'Achille au soleil, Hector à la lune, et ainsi de suite. Parmi les Dieux, Zeus est l'intellect, Athéna l'art, Démeter est le foie, Dionysos la rate, etc.
Pour lui, le poème d'Homère n'était qu'un grand livre sur la Nature révélée sous la forme cachée et symbolique de la Poésie.